# Fram-King

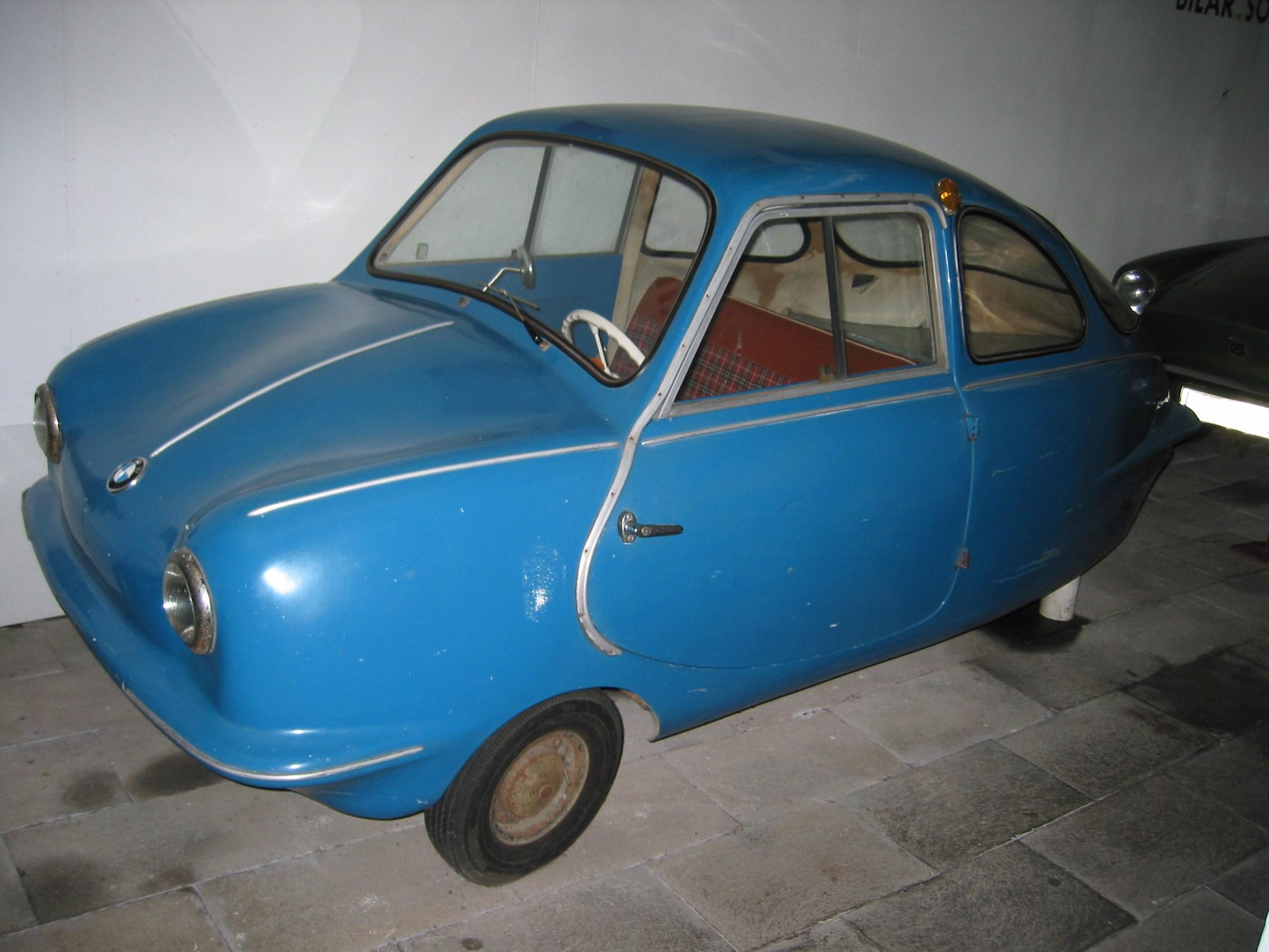
Fram-King von 1957

Fram-King war ein schwedischer Hersteller von Automobilen.

## Unternehmensgeschichte
Das Unternehmen Fram-King aus Helsingborg begann 1956 mit der Produktion von Automobilen. 1962 wurde die Produktion nach 411 hergestellten Fahrzeugen wieder eingestellt.

## Fahrzeuge
Das einzige Modell war der Fulda, eine Lizenzfertigung des deutschen Fuldamobil. Der Wagen besaß eine Karosserie aus Kunststoff, die zwei Personen und zwei Kindern Platz bot. Der Zweitaktmotor leistete 10 PS.
Fahrzeuge dieser Marke sind in verschiedenen schwedischen Automuseen zu besichtigen.